# Burgruine Niederviehhausen
Die Burgruine Niederviehhausen, auch Burg Viehhausen genannt, ist die Ruine einer Höhenburg bei 430 m ü. NHN am Rand eines Hochplateaus über der Schwarzen Laber im Bereich des Ortsteils Niederviehhausen der Gemeinde Sinzing im Landkreis Regensburg in Bayern. Die Anlage ist unter der Aktennummer D-3-75-199-44 als denkmalgeschütztes Baudenkmal von Niederviehhausen verzeichnet. Ebenso wird sie als Bodendenkmal unter der Aktennummer D-3-7037-0023 im Bayernatlas als „archäologische Befunde im Bereich der mittelalterlichen Burgruine Niederviehhausen“ geführt.

## Geschichte
Die Burg wurde im 12. Jahrhundert erbaut und erstmals 1181 mit einem Brouno de Vienhusen urkundlich erwähnt. Die Herren von Viehhausen waren vermutlich Ministeriale des Regensburger Burggrafen und hatten die Burg bis 1266 in ihrem Besitz. Der letzte der Viehhauser scheint Ulricus Viehauser bzw. auch Udalricus III. Viehhauser gewesen zu sein. Er leitete 1379 als Abt das Klosters Prüfening, trat am 3. Januar 1383 freiwillig zurück und verstarb am 30. November 1390.
Ende des 13. Jahrhunderts kam die Burg an die Wittelsbacher, denn das Herzogsurbar von 1280 führt Einkünfte aus der Burg Viehhausen an. Diese besetzten die Burg bis ins 14. Jahrhundert mit Pflegern. Ebenso wird die Burg immer wieder verpfändet: 1308 wird hier Conrad der Reisacher genannt, 1326 tritt Purcard von Reisach zu Viehhausen als Siegler des Klosters Prüll auf, 1326 wird hier ein Rindsmaul (Adelsgeschlecht) genannt, 1337 Ruprecht von Paulsdorf, 1340 Ludwig der Barbinger, 1345 Ruger der Reich und als Pfleger 1346 Hirmann der Stör. Vermutlich war die Burg nach 1368 als Pfand des bayerischen Herzogs im Pfandbesitz der berüchtigten Chamerauer Raubritter, die ihren Stammsitz auf Burg Chamerau hatten und sich hier auch nach der Burg benannten. 1389 versetzte Hiltprand der Chamerauer die Burg an Hadamar von Laber. Durch einen Schiedsspruch des Kaisers kam die Burg 1434 wieder an die Wittelbacher, es folgten mehrere Besitzer, und im Dreißigjährigen Krieg wurde die Burg zerstört. Danach kam Niederviehhausen an die Wolfensteiner, denen folgen Hans Dunkhäß, Thomas Hütinger, Jakob Khaiser und Wolf Steurer. Dieser übergibt 1569 seinen Besitz an Leonhard Sauerzapf. Dieser Übergang muss mit schweren Auseinandersetzungen verbunden gewesen sein, denn Steuerer erschoss den Bruder des Leonhard Sauerzapf, Heinrich Sauerzapf, in Regensburg. Leonhard kam auch in den Besitz von Schloss Eichhofen und vereinigte seinen hiesigen Besitz mit Oberviehhausen. Nach dem Tod des Leonhard (1600) ging der Besitz an seine Tochter Anna Katharina, die mit Hans Jakob Rosenbusch von Notzing verheiratet war, über. Die Rosenbuschs blieben bis in das ausgehende 18. Jahrhundert im Besitz der Hofmark Niederviehhausen.
Im Dreißigjährigen Krieg wurden Nieder- und Oberviehhausen zerstört. Von Franz Wilhelm von Rosenbusch wurde in der Folge nur Oberviehhausen wieder aufgebaut, während die Überreste der Burg Niederviehhausen dem Verfall überlassen wurden. 

## Beschreibung

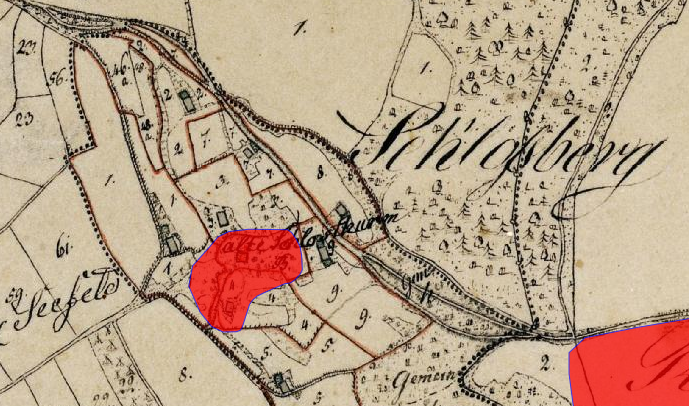
Lageplan der Burgruine Niederviehhausen auf dem Urkataster von Bayern

Die ehemalige kleine Burganlage zeigt heute nur noch den gut erhaltenen um 1200 erbauten sechsstöckigen 22 Meter hohen rechteckigen Bergfried mit 1,9 Meter starken Mauern aus Buckelquadern, der den Halsgraben, der den Bergsporn vom Plateau trennte, abdeckte.
Von dem ehemaligen Palas mit nach Osten anschließenden, den Burghof mit Zisterne umschließenden Mauern ist nichts mehr erhalten. Vermutlich verfügte die Burg auch über einen Zwinger, worauf eine Ausbuchtung des Sporns hinzuweisen scheint. Der Burgplatz ist heute ein Bodendenkmal.